# Массовое убийство в Гнилане
Массовое убийство в Гнилане (серб. Масакр у Гњилану) произошло летом — осенью 1999 года, непосредственно после окончания Косовской войны. 
После завершения боевых действий и перехода контроля над Косовом к силам миротворческой миссии KFOR, миссии ООН и органам власти косовских албанцев в окрестностях города Гнилане действовала группа членов Армии освобождения Косова (АОК), известная как «Гниланская группа». В здании школьного интерната ими была создана тюрьма для сербов, цыган и албанцев, заподозренных в нелояльности АОК. По данным Прокуратуры Сербии, с 17 июня и до декабря 1999 года члены этой группы в городе и его окрестностях похищали людей, уводя их в здание интерната, где они подвергались пыткам и избиениям. Часть жертв была убита или умерла в импровизированной тюрьме от последствий пыток. Тела некоторых из них были расчленены и брошены на берегу озера Ливоцкое. 
Всего, по данным сербской Прокуратуры по военным преступлениям, 80 человек были убиты или умерли от пыток, 34 человека числятся пропавшими без вести, 153 человека были незаконно лишены свободы и подвергались пыткам, после чего были отпущены.
В декабре 2008 года окружной суд Белграда принял решение о расследовании этих событий и выдал ордер на арест лиц, подозреваемых в совершении преступлений. Вскоре в Прешеве были задержаны десять из них.
В 2009 году Прокуратура по военным преступлениям Республики Сербия выдвинула обвинение в совершении военных преступлений и этнических чисток неалбанского населения против 17 албанцев, включая тех, кто был арестован ранее. Обвиняемые отрицали свою причастность к убийствам в Гнилане и заявляли, что в период с июня по декабрь 1999 года не находились в этом районе. После нескольких судебных процессов они были признаны невиновными. 5 декабря 2014 года Верховный кассационный суд Сербии постановил, что оправдательный приговор неправомерен, так как был вынесен с рядом ошибок и нарушений.